# CuteFTP
CuteFTP는 1996년 GlobalSCAPE에 의해 배포, 지원되고 있는 FTP(파일 전송 프로토콜) 클라이언트 애플리케이션 시리즈이다. (GlobalSCAPE가 나중에 이 소프트웨어의 권리를 인수하였다) 홈, 프로페셔널용으로 윈도우 기반 또는 맥 기반 인터페이스가 개발되었다.
CuteFTP는 웹 페이지 게시, 디지털 이미지, 음악, 멀티미디어 파일 및 소프트웨어의 다운로드, 가정 및 오피스 간 모든 크기나 유형의 파일 전송을 위해 파일 전송 프로토콜(FTP) 서버와 컴퓨터 간 파일을 전송하기 위해 사용된다. 1999년 이후로 CuteFTP와 CuteFTP Mac Pro는 무료 시험 기간과 더불어 CuteFTP Home과 함께 이용이 가능하다.
러시아의 프로그래머 Alex Kunadze에 의해 개발되었다.

## 같이 보기
- FTP 클라이언트 소프트웨어 비교

## 참고 자료
- Cole, Siobhan (2008년 10월 11일). “CuteFTP review”. MacWorld Canada. 2009년 2월 17일에 원본 문서에서 보존된 문서.
- CuteFTP Softonic Review

1. ↑  “Time stamp of executable file”. 2020년 6월 18일. 2004년 4월 5일에 원본 문서에서 보존된 문서. 2018년 9월 4일에 확인함.
2. ↑  http://www.Globalscape.fr/?product=eft-server 보관됨 2017-03-18 - 웨이백 머신 French Website with Schreenshot
3. ↑  http://www.Globalscape.it/?product=ftp-server-per-la-piccola-impressa Italian Website with Schreenshots